# Leber (Lebensmittel)

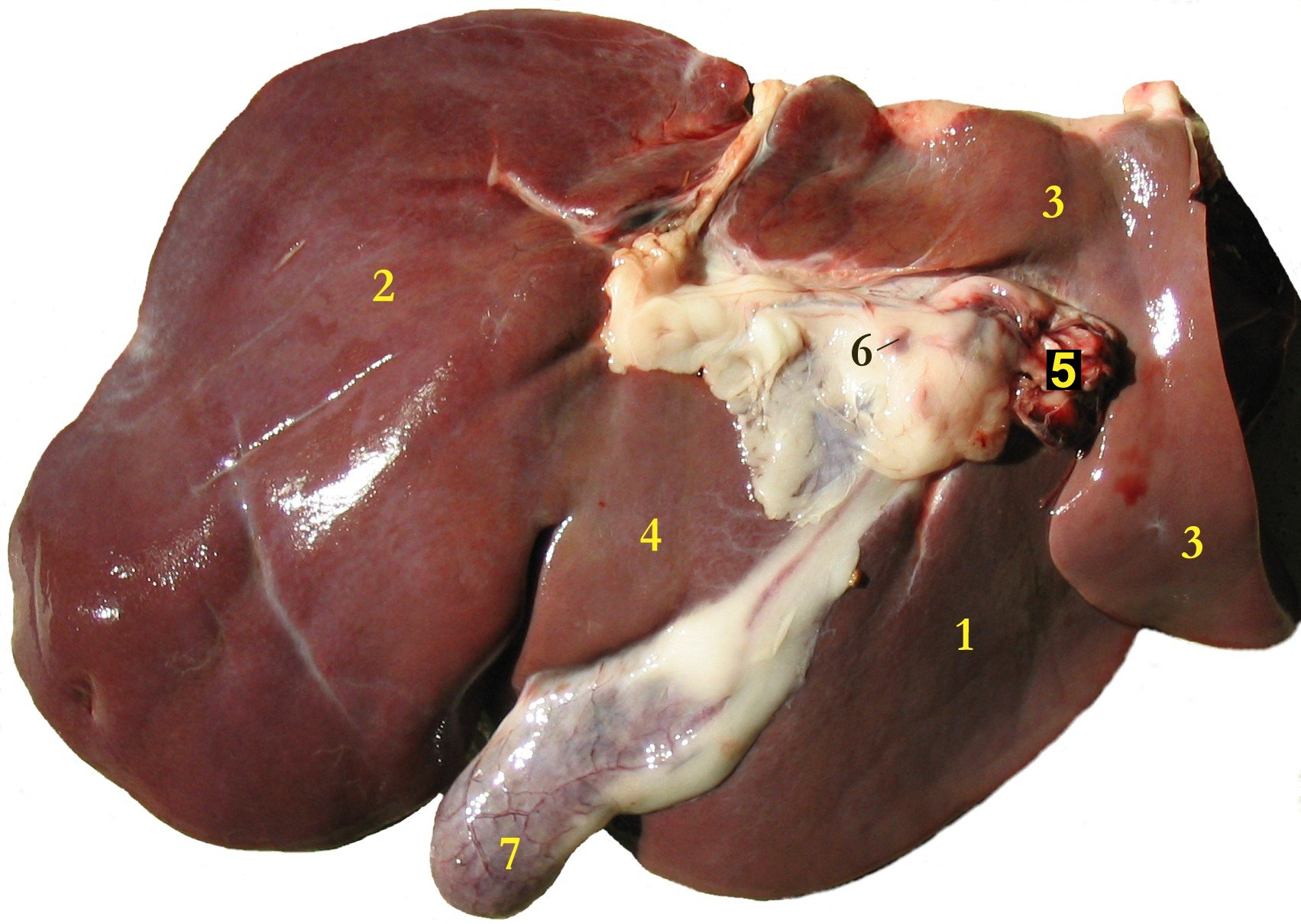
Leber eines Schafs

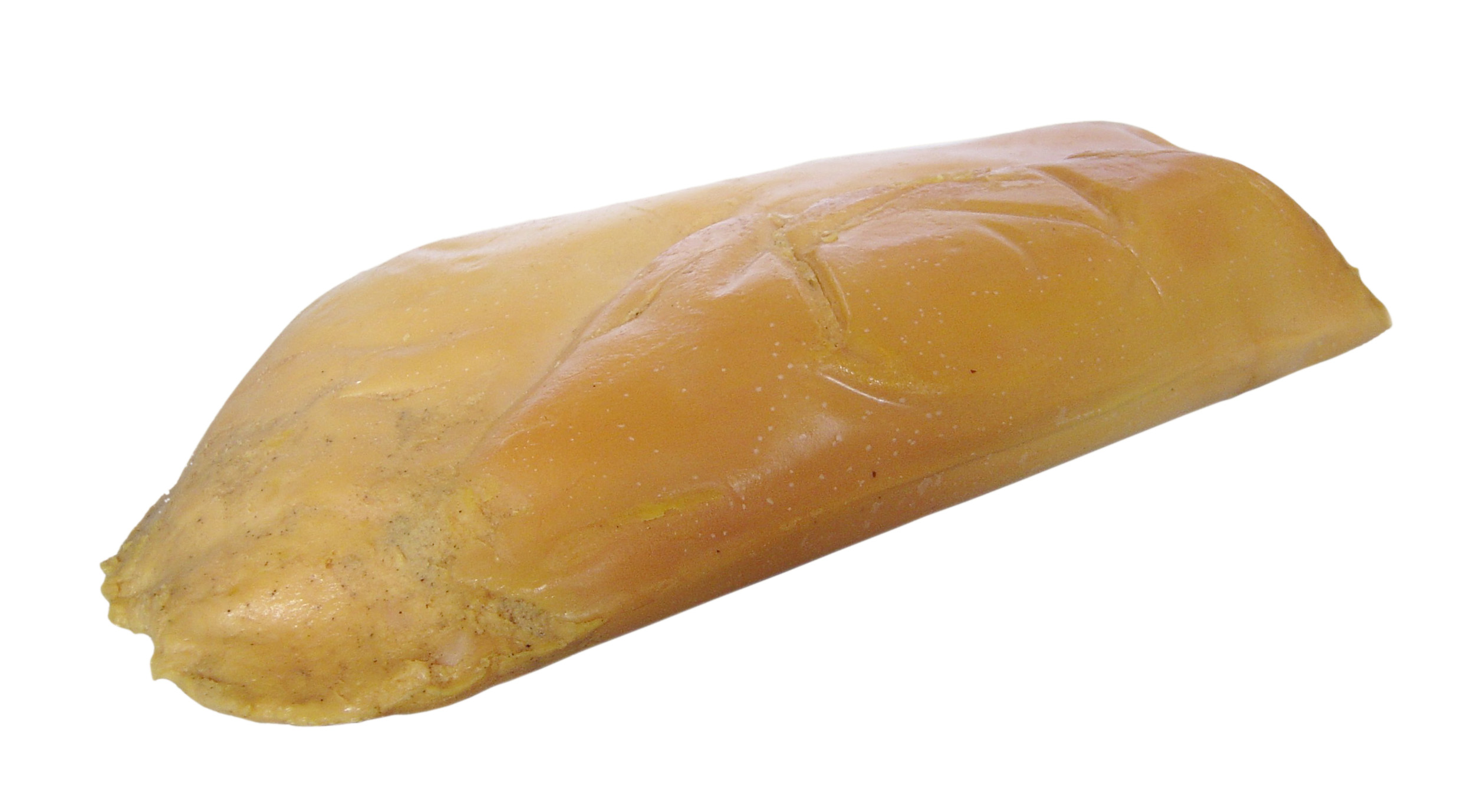
Stopfleber

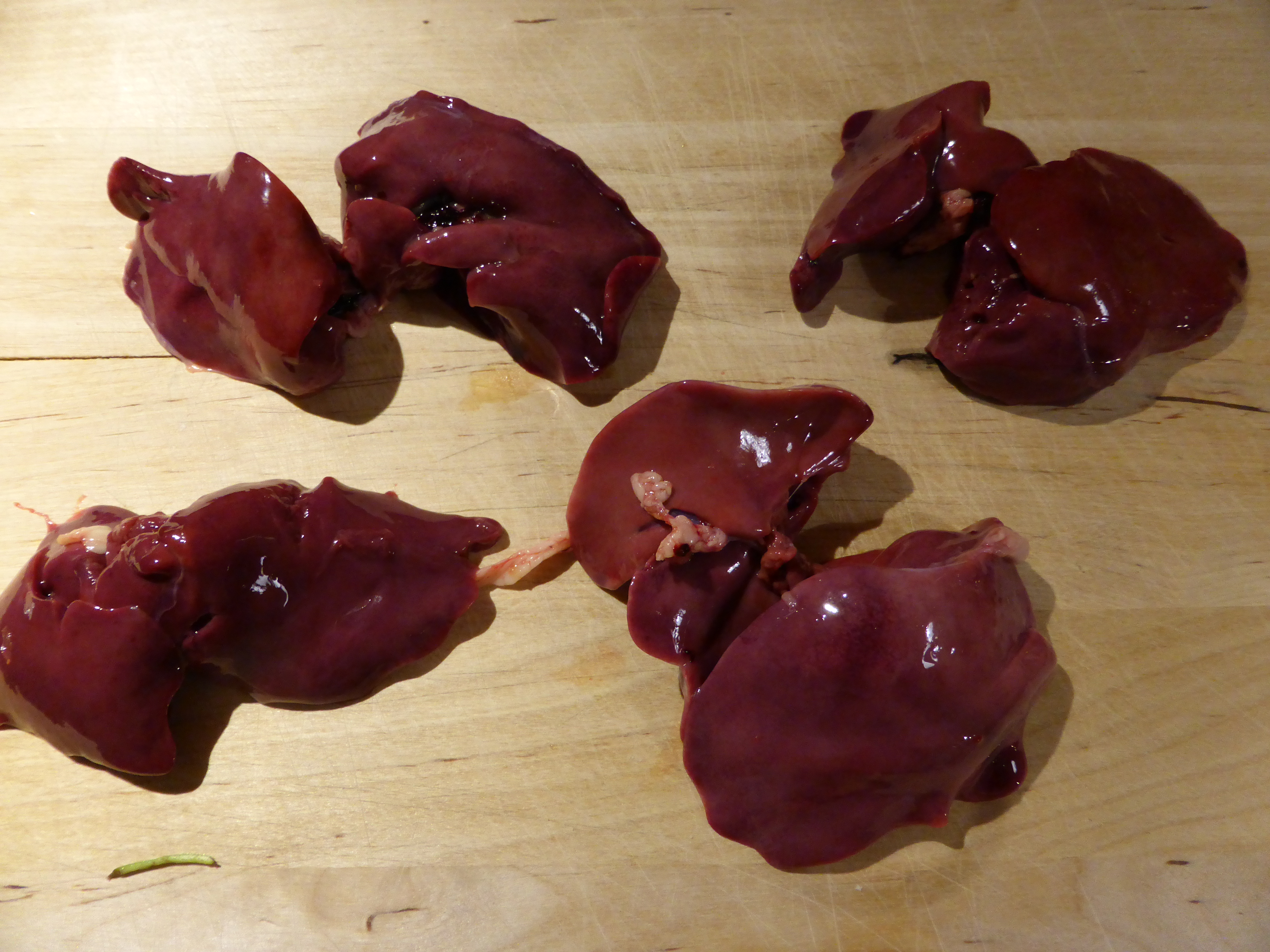
Hühnerlebern

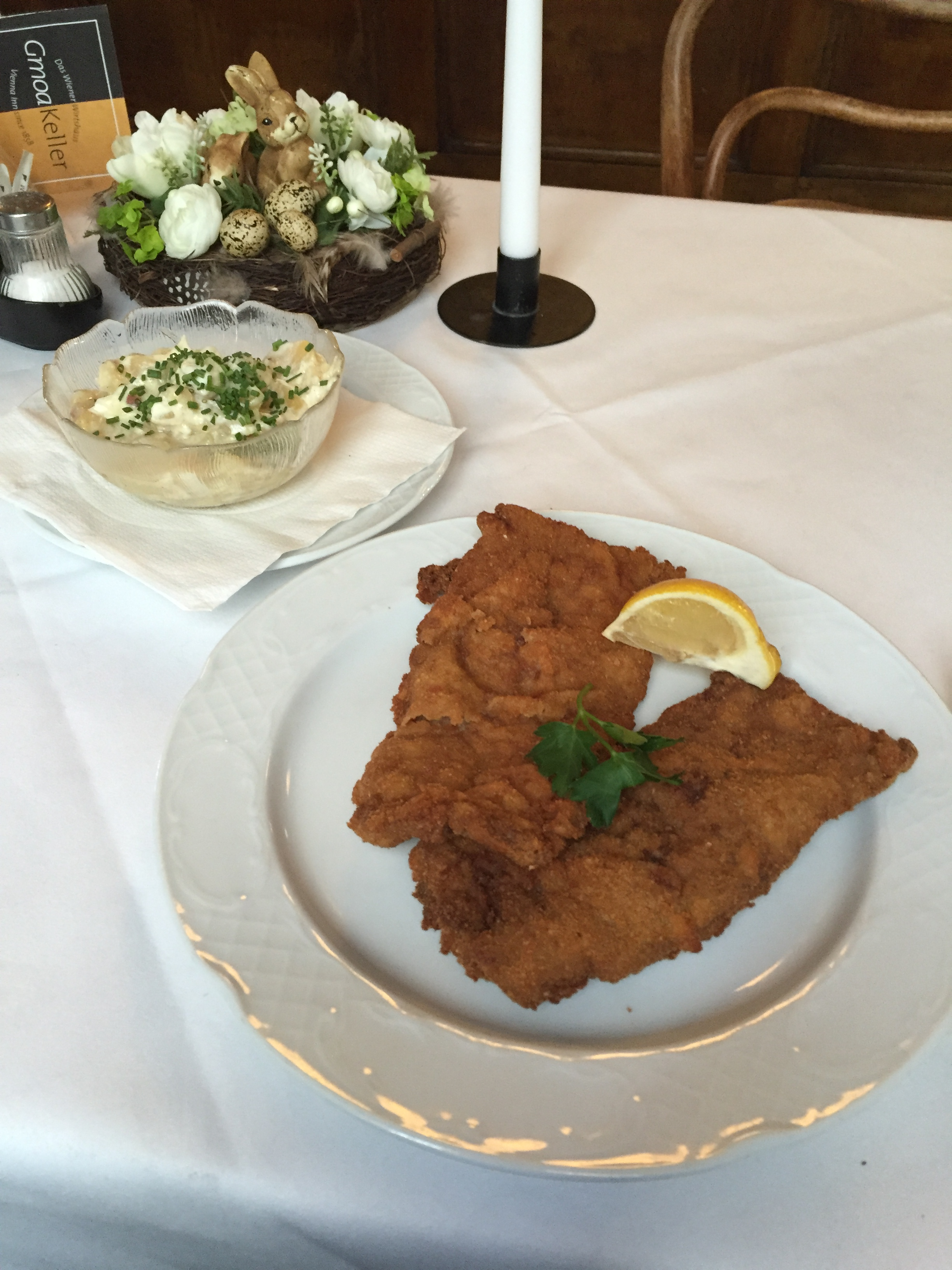
Gebackene Leber mit Mayonnaisesalat, ein Rezept der Wiener Küche

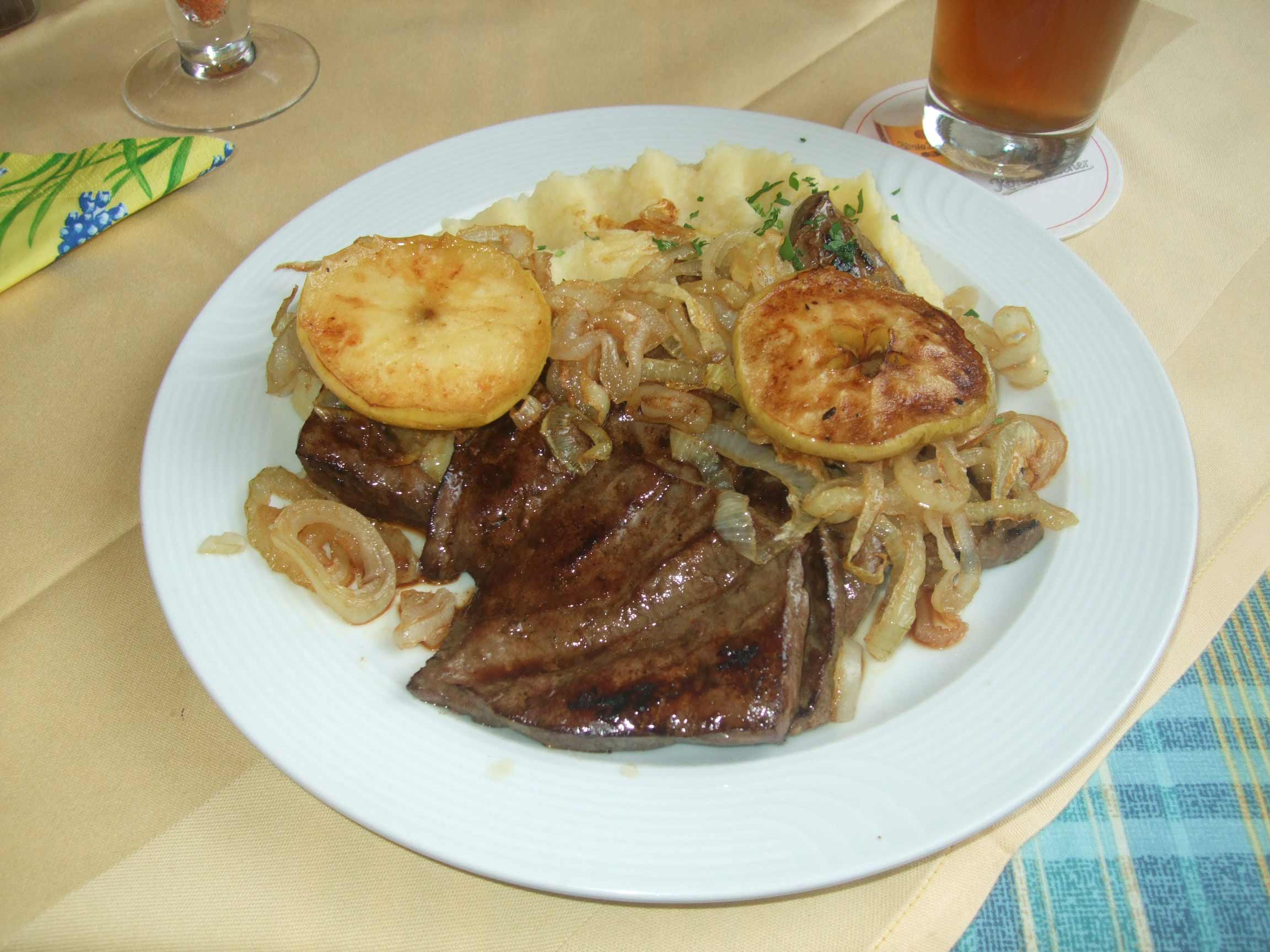
Leber Berliner Art mit gebratenen Apfelscheiben, Zwiebelringen und Kartoffelpüree

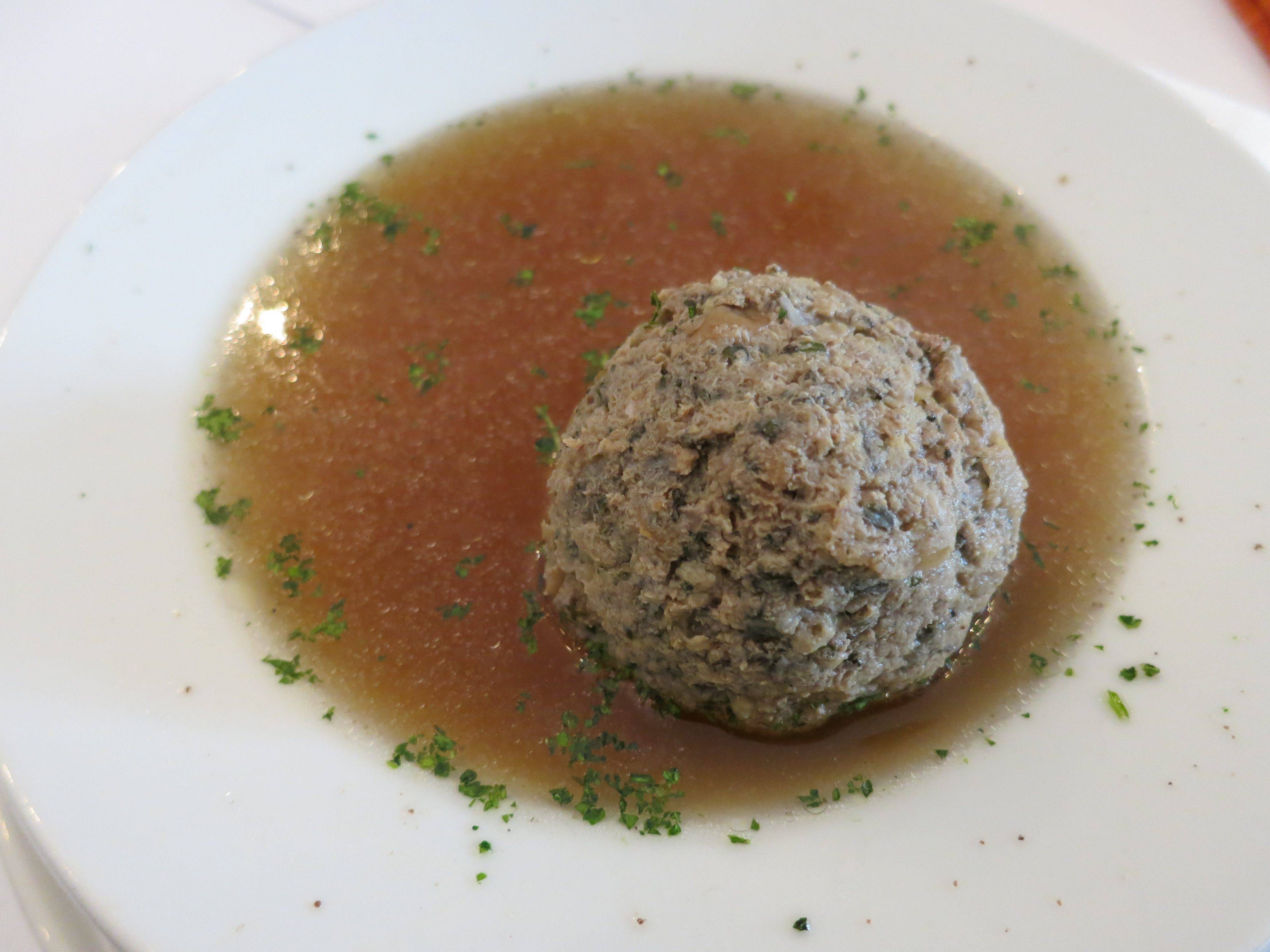
Süddeutsche Leberknödelsuppe

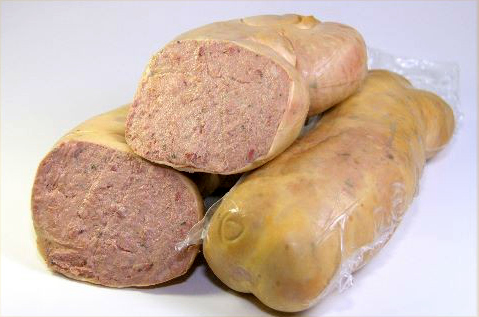
Grobe Leberwurst

Die Leber ist ein großes Organ, in dem zahlreiche Stoffwechsel- und Entgiftungsvorgänge des Körpers stattfinden (siehe auch Artikel zum Organ Leber). Außerdem sondert sie die zur Fettverdauung notwendige Galle ab, welche auch für den leicht bitteren Geschmack der Leber verantwortlich ist. Sie wird zu den Innereien gezählt und enthält große Mengen an Vitamin A,  B1, B2 und B12, C und D.

## Arten von Lebern
Die wohlschmeckendsten Lebern stammen von Jungtieren wie Kalb, Lamm oder vom Reh, von Kaninchen, der Gans und der Ente. Es werden aber auch Lebern von Schwein und Rind sowie Huhn, Pute und Hase in der Gastronomie und Küche verwendet.
Kalbsleber
Kalbsleber erkennt man an der hellbraunen Farbe und am glatten Anschnitt. Sie ist recht zart, mild im Geschmack und etwa dreimal so teuer wie Rinderleber. Der Cholesteringehalt ist wie bei anderen Innereien mit 300 mg pro 100 g deutlich höher als beim Muskelfleisch. Der Fettgehalt liegt bei 4,14 Prozent, davon stammen 60 bis 70 Prozent aus Phospholipiden.
Rehleber
Sie ist eine Delikatesse vom Rehfleisch, sie wird in der Küche wie Kalbsleber behandelt.
Rinderleber
Die Leber des Rindes ist rotbräunlich und schmeckt kräftig, bisweilen etwas bitter. Sie wird milder, wenn man sie eine Zeit lang in Milch einlegt. Wegen der Anreicherung von Schwermetallen werden Lebern von Rindern, die mehr als 24 Monate alt sind, nicht mehr als Lebensmittel in den Verkehr gebracht.
Schweineleber
Die Schweineleber ist dunkelbraun, im Schnittbild etwas grober und sehr herzhaft im Geschmack.
Geflügelleber
Verbreitet sind Lebern von Huhn und Pute, etwas seltener von Gans und Ente.
Eine Spezialität ist Foie gras, eine durch Nudeln oder Stopfen erzeugte Fettleber von Gänsen und Enten. Diese Mastform wird heute in Deutschland, Österreich, der Schweiz, Finnland, Polen und weiteren europäischen Ländern weithin als Tierquälerei angesehen und ist deshalb unter anderem in diesen Ländern durch Tierschutzgesetze verboten.
Dorschleber
Als Dorschleber bezeichnet man die Leber eines Kabeljaus, die meist in eigenem Saft (Öl), gewürzt mit Lorbeerblättern und Pfeffer, in Konserven oder Gläsern angeboten wird.
| Bestandteile je 100 g Leber | Einheit   | Kalbsleber | Rinderleber | Schweineleber | Schafleber | RDA           |
| --------------------------- | --------- | ---------- | ----------- | ------------- | ---------- | ------------- |
| Feuchtigkeit                | g         | 71         | 70          | 72            | 70         | -             |
| Protein (Eiweiß)            | g         | 19         | 19,5        | 21            | 21         | -             |
| Fett                        | g         | 4,1        | 3,4         | 5,0           | 4,0        | -             |
| Glykogen (Leberstärke)      | g         | 4,1        | 5,3         | 1,0           | 3,0        | -             |
| Mineralstoffe               | g         | 1,4        | 1,5         | 1,4           | 1,4        | -             |
| Natrium                     | mg        | 87         | 120         | 77            | 95         | -             |
| Kalium                      | mg        | 316        | 330         | 360           | 282        | 14 – 18 %     |
| Calcium                     | mg        | 9          | 6           | 7             | 4          | 0,5 – 1,1 %   |
| Magnesium                   | mg        | 19         | 21          | 23            | 20         | 5,1 – 6,1 %   |
| Eisen                       | mg        | 8          | 7           | 18            | 12         | 50 – 114 %    |
| Phosphor                    | mg        | 306        | 350         | 410           | 364        | 44 – 59 %     |
| Kupfer                      | mg        | 6          | 3,2         | 1,3           | 7,6        | 130 – 760 %   |
| Mangan                      | mg        | 0,28       | 0,33        | 0,30          | 0,30       | 14 – 16,5 %   |
| Vitamin A                   | mg        | 28         | 18          | 36            | 9,5        | 1190 – 4500 % |
| Vitamin B1                  | mg        | 0,28       | 0,30        | 0,33          | 0,36       | 25 – 32 %     |
| Vitamin B2                  | mg        | 2,6        | 3,0         | 3,2           | 3,3        | 186 – 236 %   |
| Vitamin B12                 | µg        | 62         | 67          | 40            | -          | 1600 – 2680 % |
| Vitamin C                   | mg        | 35         | 32          | 23            | 31         | 29 – 44 %     |
| Vitamin E                   | mg        | 0,24       | 0,74        | 0,56          | -          | 2,0 – 6,2 %   |
| Cholesterin                 | mg        | 360        | 260         | 350           | 312        | -             |
| Brennwert                   | kJ (kcal) | 549 (130)  | 547 (130)   | 549 (130)     | 558 (132)  | -             |

## Zubereitung
Zur Vorbereitung sollten Lebern sorgfältig von Gefäßen und Bindegewebe befreit und (außer bei Geflügellebern) gehäutet werden. Dazu werden sie kurz mit heißem Wasser abgebrüht, wodurch die Haut leichter abzuziehen ist. Größere Lebern werden in Streifen oder Scheiben geschnitten. Damit sie nicht zäh wird, darf Leber nur kurz gegart und erst im Nachhinein gesalzen werden.
Leber wird meist gebraten, kann aber auch gebacken, frittiert oder gedünstet werden. Typische Lebergerichte sind Leber Berliner Art, Saure Leber (in Süddeutschland) und Fegato alla veneziana. Leber wird auch als Bestandteil von Pasteten, Terrinen, Füllungen, Leberwurst und, vor allem in Süddeutschland, von Leberknödeln und Leberspätzle verwendet.
Es wird empfohlen, Lebensmittel mit roher Schweineleber wegen des Ansteckungsrisikos mit Hepatitis E nicht zu konsumieren.